# Karl von Flemming (Politiker)
Karl von Flemming, auch Carl von Flemming, (* 11. März 1872 in Benz, Kreis Cammin, Hinterpommern; † 17. März 1938 in Berlin) war Fideikommissherr auf Basenthin, ebenfalls Kreis Cammin, sowie Gutsherr auf Leussin bei Wollin und Mitglied des Deutschen Reichstags.

## Leben
Flemming, ein jüngerer Sohn des Erblandmarschalls und preuß. Abgeordneten Hasso Graf von Flemming-Benz (1838–1896) aus dem pommerschen Adelsgeschlecht Flemming und der Else Freiin von Steinäcker (1847–1934), besuchte von 1884 bis 1893 die Gymnasien zu Treptow und Wernigerode. 1893 trat er als Fahnenjunker beim Ulanen-Regiment Nr. 9 ein, war bis 1896 Leutnant bei demselben Regiment und von 1896 bis 1899 im Kürassierregiment Gardes du Corps der preußischen Armee. Später war er Rittmeister der Reserve. 
Er war Fideikommissbesitzer des Gutes Basenthin. 1900 vermählte er sich mit Carola von Ploetz (1880–1971) aus dem Hause Stuchow−Quilow, mit der er zwei Töchter und zwei Söhne hatte. Ab 1902 war er Mitglied des Kreistags des Camminer Kreises und Mitglied der Landwirtschaftskammer Pommern. Flemming war Rechtsritter des Johanniterordens.
Von 1912 bis 1918 war er Mitglied des Deutschen Reichstags für den Wahlkreis Stettin 7 (Greifenberg, Cammin) und die Deutschkonservative Partei.
Von 1926 bis 1933 war er Mitglied des Provinziallandtags der Provinz Pommern für den Wahlkreis Cammin und die Deutschnationale Volkspartei (55. bis 62. Provinziallandtag); von 1927 bis 1930 und 1932 war er Vorsitzender des Provinziallandtages (56. bis 59. und 61. Provinziallandtag).